# Guata
Guata est une municipalité du Honduras, située dans le département d'Olancho. La municipalité comprend 6 villages et 78 hameaux. Elle est fondée en 1777.

## Crédit d'auteurs
- (en) Cet article est partiellement ou en totalité issu de l’article de Wikipédia en anglais intitulé « Guata » (voir la liste des auteurs).